# Gerard Way
Gerard Arthur Way (New Jersey, Summit, 1977. április 9. –) a My Chemical Romance rockbanda frontembere, énekese és alapító tagja egyben, illetve a banda basszusgitárosának, Mikey Way-nek a bátyja.

## Évei a My Chemical Romance előtt
Gee skót és olasz családból származik. Először negyedikes korában énekelt, amikor részt vett a Peter Pan című iskolai előadásban. Az anyai nagyanyja, Elena Lee Rush tanította énekelni (akiről a Helena című daluk is szól), rajzolni és előadni. Ő csinálta Gerard jelmezét is melybe beletartozott a hagyományos zöld harisnyanadrág. Ezután Gee elfordult az énekléstől mondván „Hát, nem akarok ez a furcsa gyerekénekes lenni, jobban érdekelnek a képregények és az Iron Maiden”. Ezután eldöntötte, hogy grafikus rajzolást fog folytatni.
Gee-t mindig is érdekelte a rajzolás és a képregények, mivel a házuk, ahol gyermekkorában élt, „sötét és borúsan gótikus” kinézetű volt Belleville városában, New Jersey-ben. Gee azt mondta, hogy gyerekként nem nagyon engedték kinn játszani, mivel egy nagyon veszélyes környéken laktak. Helyette egy képzeletbeli világot alkotott meg a fejében és ez vezetett a művészet iránti szeretetéhez. Mint mindenki más, Gerard is eljutott gyerekként ahhoz a felfedezéshez, hogy előbb vagy utóbb mindenki meghal, a szerettei is. Egy idő után azonban mégis valamiféle gyönyörűséget fedezett fel a halálban és annak misztikusságában.
Tinédzser korában elkezdődtek a problémái. Állítása szerint sokan csak úgy ismerték, mint a "16 éves srácot, aki minden apróságért leissza magát". A gimiben töltött utolsó éveiben történt meg az az eset is, ami az "I'm Not Okay" című számukat inspirálta. Gerardnak ugyanis titokban nagyon tetszett egy lány, de az a barátja által készített, Way szavait idézve "nagyon ízléstelen" pornóképeket jelentetett meg magáról.
Gerard persze kiakadt és kiábrándult a lányból további alkoholhoz fordulva. Ekkoriban már drogproblémái is voltak.
Miután befejezte a középiskolai tanulmányait a Belleville High School-ban 1995-ben, a New York-i School Of Visual Arts művészeti iskolába járt, ahol lediplomázott képzőművészként 1999-ben. Gerard képregény író akart lenni és igényt tartott kedvenc képregény csapatára ami a Doom Patrol volt. 2001-ben megpróbált eladni egy rajzfilmsorozatot a Cartoon Networknek, melynek neve The Breakfast Monkey. A Cartoon Network elutasította, mivel nagyon hasonlított az Aqua Teen Hunger Force című rajzfilmsorozathoz, ami már forgott akkor a csatornán.[forrás?]

## Családja
Gerard Way anyja Donna Lee Way olasz apja Donald Way skót származású. Testvére Michael James Way /Mikey/ a banda basszusgitárosa. Gerard nagyon jó viszonyban van nála 3 évvel fiatalabb öccsével, közös zenei ízlésük is hatással volt a My Chemical Romance hangjára. Mikey felesége Kristin Colby. Gerard felesége Lindsey Ann Ballato /Lin-Z/ egy évvel idősebb nála. Esküvőjük 2007. szeptember 3-án volt, 2009. május 27-én megszületett lányuk Bandit Lee Way. Lin-z a Minddles Self Indulgence basszusgitárosa. Gee anyai nagyanyja Elena Lee Rush, akinek halála ihlette Helena című dalukat és énekelni is ő tanította.

## A My Chemical Romance
Mikor a 2001. szeptember 11-i támadás megtörtént, Gerard épp a képregényén dolgozott New Yorkban, tehát látta a lezajló rémületet a „Twin Towers-nél”. A történtek rádöbbentették, hogy az élet rövid és kiszámíthatatlan, és arra ösztönözték, hogy kezdjen valamit az életével, ezután felhívta pár barátját, és velük együtt megalakította a My Chemical Romance-t. A szóló gitáros Ray Toro lett, a dobos Matt Pelissier (később Bob Bryar, majd Mike Pedicone, akit lopás miatt rúgtak ki a bandából) Frank Iero lett a másik gitáros, a basszista pedig Mikey Way, Gerard testvére. (A 2019-es visszatérésükön Jarrod Alexander dobolt, aki korábban Gerard-nak is dobolt solo karrierjében, azonban a bandába való hivatalos betéréséről eddig nem esett szó).
A zene nagy hatással volt Gerardra, így ki tudott gyógyulni a mély depresszióból és az alkoholizmusból. Megjelent nagylemezeik: I Brought You My Bullets You Brought Me Your Love (2002), Three Cheers For Sweet Revenge (2004), The Black Parade (2006), Danger Days: The True Lives of the Fabulous Killjoys (2010). (2013-ban kiadtak egy Conventional Weapons névre keresztelt "albumot", amely csak bakelitlemezeken volt elérhető öt darabban. Az album 10 olyan számot tartalmaz, amit a banda 2009-ben vett fel a stúdióban, mielőtt megszületett a Danger Days valódi koncepciója). Az együttes 2013-ban felbomlott, azonban 2019. október 31-én bejelentették visszatérésüket, melynek első mozzanata egy 2019 december 20-án játszott koncert volt a Los Angeles-i Shrine Auditorium and Expo Hall-ban. 2020-ra, a világszerte milliónyi rajongónak örömére, további koncertek sorozatát is bejelentették, azonban sajnos ezeket el kellett tolni 2021-re a COVID-19 járvány miatt.

## Munkássága az MCR után, szólókarrierje
A My Chemical Romance 2013-as feloszlása után a zenekar tagjai, így Gerard is saját karrierjének fejlesztésébe fogott. 2014 szeptember 1-én kiadta első szóló albumát Hesitant Alien néven. Az albumon kisöccse, Mikey is szolgáltat háttéréneket, az egyik számot pedig Gerard kifejezetten a testvérének írta. Emellett több száma is megjelent, mint például a Baby You're A Haunted House, vagy a Getting Down The Germs.
A zene mellett a képregények iránti szeretetével sem hagyott fel. Umbrella Academy című képregénye alapötletét, amelyen már évek óta dolgozott, a Netflix megvette, és egy sorozatadaptációt készített belőle, amelynek első évada 2019 február 15-én, a rajongók által erősen várt második évada pedig 2020 július 31-én jelent meg. A sorozathoz Gerard saját zenét is írt, név szerint hármat: Happy Together (The Turtles feldolgozás, a számban korábbi bandatársa, Ray Toro is gitározik.), Hazy Shade of Winter (The Bangles feldolgozás, Ray Toro szintén gitározik ebben a számban), valamint Here Comes the End (Judith Hill énekesnő közreműködésével).
Gerard egy másik híres képregénymunkája a The True Lives of the Fabolous Killjoys című képregénysorozat, amely 2013-ban került kiadásra. A képregény egy csapat lázadó, elnyomásellenes tinédzserről szól, akik megpróbálnak megélni a sivatagban, céljuk, hogy ott tegyenek közbe az elnyomó, korrupt hatalomnak ahol csak tudnak, akik ezért meg is próbálják levadászni őket. (A My Chemical Romance 2010-ben kiadott Danger Days: The True Lives of the Fabolous Killjoys albuma is ezen az alapötleten játszódik 2019-ben, a California-i sivatagban). 2020 júliusában Gerard bejelentette, hogy visszatér a Killjoy-ok kalandjainak írásához, és október 14-én egy új, hatrészes képregénysorozattal térnek vissza (The True Lives of the Fabolous Killjoys: National Anthem), amely visszaviszi majd az olvasókat a 90-es évek disztópikus világában tevékenykedő Killjoy-ok kalandjai közepébe, egy pár visszatérő karakterrel.